# Pelagicoccus
Pelagicoccus ist eine Gattung von Bakterien. Sie zählt zu dem Stamm der Verrucomicrobiota. Arten wurden im Meer in Verbindung mit Pflanzen nah an der Küste gefunden.

## Merkmale
Die Zellen sind Kokken. Die Gram-Färbung verläuft negativ. Die Arten Pelagicoccus enzymogenes und Pelagicoccus mobilis sind über eine oder mehrere Geißeln beweglich. Die Kolonien sind weiß oder blassgelb. Pelagicoccus enzymogenes und einige Zellen von Pelagicoccus mobilis haben Zellanhängsel.
Die Gram-Färbung verläuft negativ. Weder Muraminsäure noch Diaminopimelinsäure wurden in Zellwandextrakten nachgewiesen. Dies lässt darauf schließen, dass die Isolate kein Murein (Peptidoglykan) enthalten. Im Einklang damit sind Arten von Pelagicoccus resistent gegen β-Lactam-Antibiotika. Diese Antibiotika stören den Aufbau vom Murein.

## Wachstum und Stoffwechsel

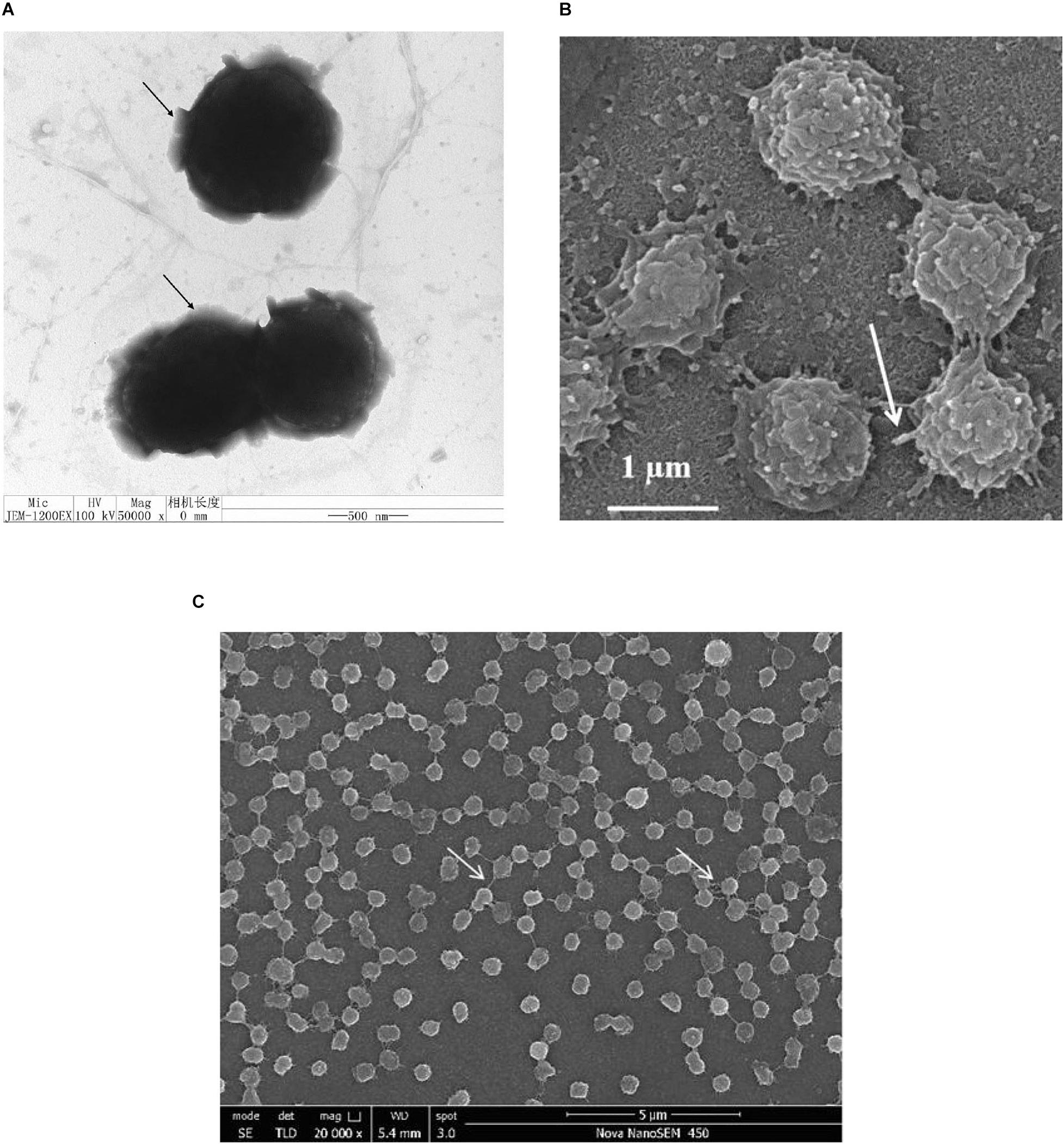
Pelagicoccus enzymogenes. Form und Ultrastruktur der Zellen des Stammes NFK12T. Die Zellen wurden 2 Tage lang in MB bei 33 °C kultiviert. (A) Transmissionselektronenmikroskopie. Die Pfeile in Tafel a zeigen „kapselartiges“ EPS um die Zellen herum an. Maßstabsbalken, 0,5 μm. (B) Rasterelektronenmikroskopie. Pfeile zeigen zufällig verteilte, fingerartige Fortsätze an, von denen Fimbrien abhängen. Maßstabsbalken, 1,0 μm. (C) Rasterelektronenmikroskopie. Pfeile zeigen extrazelluläre Polysaccharide (EPS) als Brücke an. Maßstabsbalken: 5,0 μm.

Arten von Pelagicoccus sind chemoorganotroph, d. h. sie benötigen organische Stoffe für das Wachstum. Sie können nur eine kleine Anzahl von Mono- und Disacchariden, Polysacchariden und organischen Säuren nutzen. Die Arten benötigen zwingend Sauerstoff (obligat aerob) oder fakultativ anaerob. Eine Nitratatmung (Denitrifikation) findet nicht statt, Nitrat wird nicht reduziert. Das wichtigste respiratorische Chinon ist das Menachinon MK-7.

## Systematik
Die Art wurde im Jahr 2007 beschrieben. Sie zählt zu der Familie Puniceicoccaceae.
Pelagicoccus teilt viele phänotypische Merkmale mit anderen Mitgliedern der Ordnung Puniceicoccales, zu der z. B. Puniceicoccus, Coraliomargarita und Cerasicoccus  gehören. Die genannten Bakterien sind marine Kokken, die Gram-negativ sind. Viele sind resistent gegen β-Laktam-Antibiotika, enthalten keine Muraminsäure und Meso-Diaminopimelinsäure und besitzen das Menachinon MK-7 als vorherrschendes Atmungschinon.
Der Gattungsname kommt von dem lateinischen Wort „pelagus“, was so viel wie das offene Meer, der Ozean bedeutet, und bezieht sich auf den Fundort der Arten.
Es folgt eine Liste einiger Arten (Stand März 2025):
- Pelagicoccus albus Yoon et al. 2007
- Pelagicoccus croceus Yoon et al. 2007
- Pelagicoccus enzymogenes Feng et al. 2022
- Pelagicoccus litoralis Yoon et al. 2007
- Pelagicoccus mobilis Yoon et al. 2007

## Ökologie
Stämme der Gattung Pelagicoccus wurden aus flachen küstennahen Meeres- oder Ästuargewässern isoliert. Die Funde waren mit natürlichen oder unnatürlichen festen Substraten verbunden, was darauf hindeutet, dass diese Organismen in der Regel Epibionten sind und nicht frei im Wasser leben. Da Pelagicoccus croceus von einer Meerespflanze isoliert wurde und Pelagicoccus albus und Pelagicoccus litoralis durch eine In-situ-Kultivierung mit Pflanzenexsudaten als Zusatzsubstrat angereichert wurden, ist die äußere Oberfläche von Meerespflanzen wahrscheinlich ein üblicher Lebensraum für Mitglieder dieser Gattung.
Bei der Art Pelagicoccus enzymogenes wurden Extrazelluläre polymere Substanzen (EPS), welche die Art in Form von Schleim an die Umgebung abgibt, beobachtet. Dies könnte eine Rolle bei der Resistenz gegenüber Antibiotika spielen. Der untersuchte Stamm bildet ein peripheres EPS, das eine dreidimensionale, netzartige Morphologie aufweist, wie es auch bei Lentisphaera araneosa zu beobachten ist. Auf der Grundlage der Genomanalyse der Klasse Opitutae wird vermutet, dass fast alle Bakterien dieser Klasse EPS produzieren. Des Weiteren besitzen die Zellen fingerähnliche Fortsätze, aus denen die Fimbrienanhängsel mit einem Durchmesser von mehr als 500 nm herauswachsen. Die extrazellulären Polysaccharide können auch die Zellen, ähnlich wie „Brücken“, miteinander verbinden.